# Brevipalpus atalantae
Brevipalpus atalantae är en spindeldjursart som först beskrevs av Hatzinikolis 1978.  Brevipalpus atalantae ingår i släktet Brevipalpus och familjen Tenuipalpidae. Inga underarter finns listade.